# Bettina Engels (Politikwissenschaftlerin)
Bettina Engels (* 1978) ist eine deutsche Politologin. Sie ist Juniorprofessorin für Empirische Konfliktforschung mit dem regionalen Schwerpunkt Subsahara-Afrika am Otto-Suhr-Institut (OSI) der Freien Universität Berlin.

## Leben
Bettina Engels studierte von 1998 bis 2004 Politikwissenschaft und Psychologie an der Universität Bremen und der Freien Universität Berlin. Anschließend qualifizierte sie sich in entwicklungspolitischen Fragen über ein Programm des Seminar für Ländliche Entwicklung (SLE) der Humboldt-Universität zu Berlin. Anschließend arbeitete sie an ihrer Promotion mit dem Titel Motive nichtstaatlicher Akteure in bewaffneten Konflikten. Die Forces Nouvelles de Côte d’Ivoire und wurde hiermit 2010 am OSI der FU Berlin promoviert. Es folgten Stationen als Juniorprofessorin (Post Doc) für Empirische Konfliktforschung an der Universität Bayreuth und die Mitarbeit in Forschungsprojekten. Seit 2014 lehrt sie als Juniorprofessorin für Empirische Konfliktforschung mit Schwerpunkt Subsahara-Afrika am OSI. Ihre Stelle wird aus Mitteln der „Exzellenzinitiative der DFG“ der finanziert. Sie leitet die Nachwuchsgruppe GLOCON.

## Arbeit
Zunächst untersuchte Engels politische und gesellschaftliche Konflikte aus einer stärker durch Gendertheorien geprägte Sicht der Sozialforschung. Heute untersucht sie die Entwicklungen in den Afrikanischen Ländern vor Konflikten um Land und Ressourcen, wie sie auch in der Politischen Ökologie behandelt werden. Sie berücksichtigt dabei soziale Bewegungen in Afrika und geht von theoretischen Konzepten wie der Handlungstheorie aus.

## Publikationen (Auswahl)
- Engels u. a. (Hrsg.). (2015): Globale Krisen – Lokale Konflikte? Soziale Bewegungen in Afrika Nomos ISBN 978-3-8487-2250-1.
- Geschlechterverhältnisse, Frieden und Konflikt: Feministische Denkanstöße für die Friedens- und Konfliktforschung. Nomos
- Gender und Konflikt: Die Kategorie Geschlecht in der Friedens- und Konfliktforschung
- Geschlechterverhältnisse in Krieg und Frieden: Perspektiven der feministischen Analyse internationaler Beziehungen